# Castelnau-de-Mandailles
Castelnau-de-Mandailles település Franciaországban, Aveyron megyében. Lakosainak száma 567 fő (2022. január 1.). Castelnau-de-Mandailles Condom-d’Aubrac, Lassouts, Prades-d’Aubrac, Saint-Chély-d’Aubrac, Saint-Côme-d’Olt és Sainte-Eulalie-d'Olt községekkel határos.

## Népesség
A település népességének változása:
| Lakosok száma | 612  | 527  | 521  | 548  | 551  | 573  | 586  | 575  | 570  | 567  |
|               | 1968 | 1982 | 1990 | 2006 | 2013 | 2015 | 2017 | 2019 | 2020 | 2022 |